# Enfardado
El enfardado es la operación por la que se aseguran las cargas sobre el palet mediante la utilización de film plástico. El enfardado se hace necesario para aquellos productos que requieren de una mayor protección contra agentes externos tales como los alimenticios o las materias primas que intervienen en su transformación. El film plástico ejerce de barrera lateral reduciendo la entrada de polvo y otros agentes por los resquicios del embalaje.
La operación de enfardado se realiza desplegando una bobina de film estirable y envolviendo con él la carga de abajo arriba. Los procedimientos mecánicos por los que se enfarda la carga son variados, siendo la tendencia actual a mejorar la velocidad y la eficacia de los automatismos. Actualmente, los modelos más avanzados son los equipos orbitales o de anillo, capaces de alcanzar velocidades de hasta 150 palés/hora frente a los equipos de brazo rotativo que se destinan a producciones medias y los de base girable que mueven el palet quedando inmóvil el equipo enfardador.
La oferta disponible de maquinaria de enfardado es, no obstante, muy amplia encontrando incluso en un mismo fabricante modelos de muy diferentes precios y prestaciones.

## Máquinas Enfardadoras
Una enfardadora es una máquina industrial diseñada para agrupar y compactar materiales diversos, como productos, residuos o materiales de embalaje, en paquetes o fardos estables y fáciles de manipular. Este proceso, conocido como enfardado, es fundamental en numerosos sectores industriales, desde la fabricación hasta la gestión de residuos, ya que optimiza el almacenamiento, el transporte y la disposición final de los materiales.

### Tipos de Enfardadoras
Las enfardadoras pueden clasificarse según el grado de automatización del proceso de enfardado:

#### Enfardadoras Manuales
Las enfardadoras manuales son equipos simples que requieren una intervención humana significativa en cada etapa del proceso. El operador debe cargar el material a enfardar en la plataforma, tensar la película de plástico manualmente y activar el sistema de corte.

#### Enfardadoras Semiautomáticas
Las enfardadoras semiautomáticas combinan elementos manuales y automáticos. El operador carga el material y activa el ciclo de enfardado, pero muchas de las operaciones, como el tensado de la película y el corte, se realizan automáticamente. Aún requieren una intervención humana significativa, lo que puede limitar la velocidad de producción en aplicaciones de alto volumen.

#### Enfardadoras Automáticas
Las enfardadoras automáticas son máquinas completamente automatizadas que realizan todas las etapas del proceso de enfardado, desde la carga del material hasta la expulsión del fardo terminado. Ofrecen la máxima productividad y consistencia en el enfardado, lo que las hace ideales para aplicaciones de alto volumen y entornos industriales exigentes.